# Chuparrosa
Chuparrosa är en ort i Mexiko.   Den ligger i kommunen San Pedro Jicayán och delstaten Oaxaca, i den sydöstra delen av landet, 300 km söder om huvudstaden Mexico City. Chuparrosa ligger 349 meter över havet och antalet invånare är 902.
Terrängen runt Chuparrosa är kuperad åt nordost, men åt sydväst är den platt. Runt Chuparrosa är det ganska tätbefolkat, med 111 invånare per kvadratkilometer. Närmaste större samhälle är Santiago Pinotepa Nacional, 13,3 km söder om Chuparrosa. Omgivningarna runt Chuparrosa är en mosaik av jordbruksmark och naturlig växtlighet.